# Редтенбахер, Фердинанд
Фердинанд Якоб Редтенбахер (25 июля 1809, Штайр, Верхняя Австрия — 16 апреля 1863, Карлсруэ) — австрийский учёный, механик и машиностроитель, педагог, профессор в области кинематики механизмов.
Считается основателем научного машиностроения.

## Биография

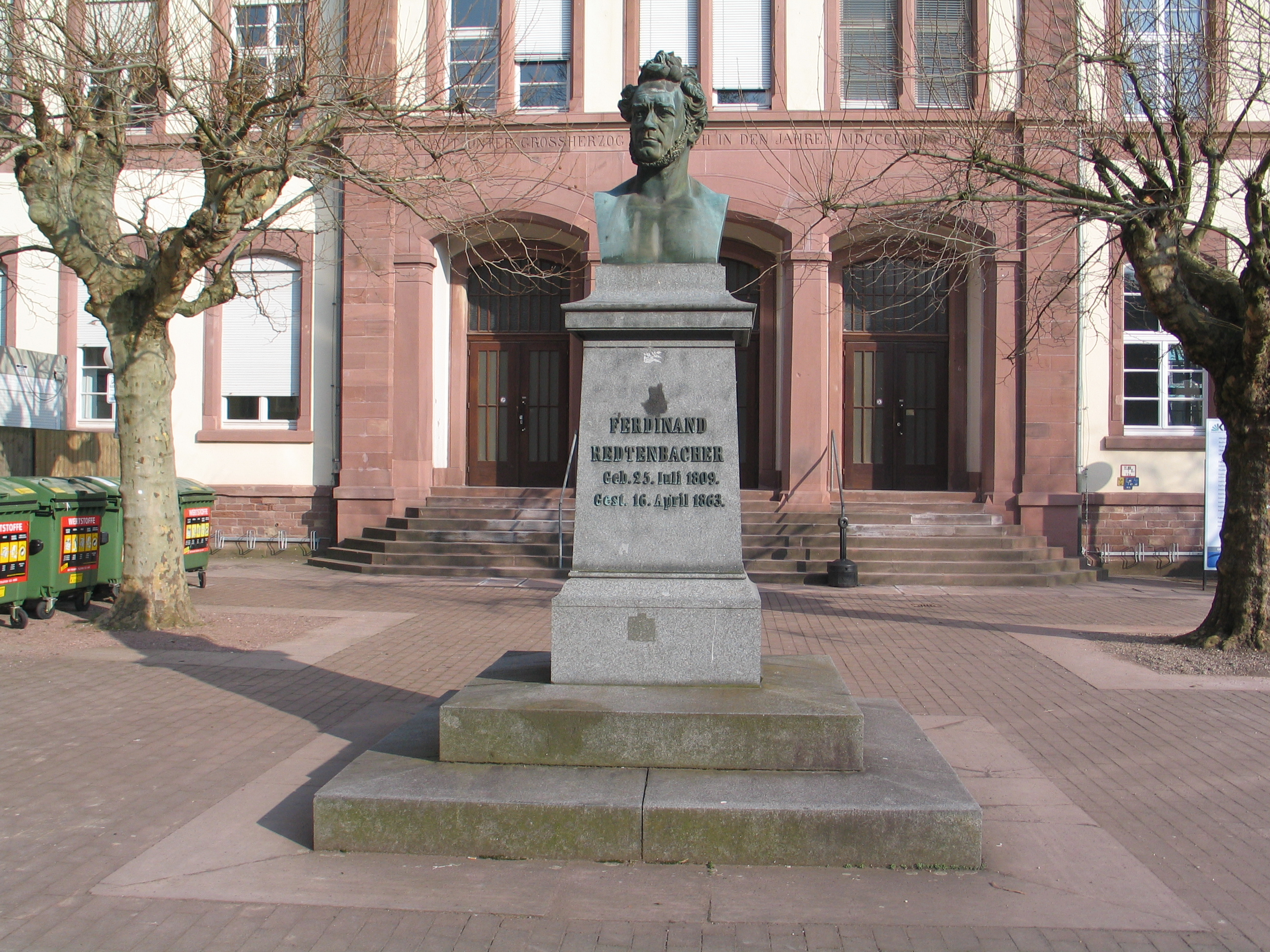
Бюст Ф. Редтенбахера во дворе Политехнического института в Карлсруэ

Родился в семье сталевара из Штейра. Сперва прошел стажировку в сфере торговли и бухгалтерского учёта. После с 1825 по 1829 год обучался в Политехникуме Вены (ныне Венский технический университет). В 1830—1840 годах работал в Цюрихском высшем ремесленном училище, где преподавал математику и геометрию (с 1833 — профессор), в 1840—1863 годах — профессор механики и машиностроения Политехнического института в Карлсруэ (в 1857—1863 гг. — директор). Превратил учёбное заведение в высшую школу международного значения.

## Научная деятельность
Исследования Ф. Редтенбахера относятся к теории машин и машиностроению. В работе «Принципы механики» (1852) впервые изложил теоретическое учение о машинах. Уточнил определения механизма и машины, изучил действие сил в машинах.
Работая в Политехникуме Карлсруэ, он добавил математическую основу к ранее эмпирическому учению.
В числе его известных учеников выдающиеся инженеры: Карл Бенц, Франц Рёло и Эмиль Шкода.
Умер из-за болезни желудка.

## Избранные труды
- Theorie und Bau der Turbinen und Ventilatoren, Mannheim 1844
- Resultate für den Maschinenbau, Mannheim 1844
- Theorie und Bau der Wasser-Räder, Mannheim 1846
- Principien der Mechanik, Mannheim 1852
- Die Luftexpansions-Maschine, Mannheim 1853
- Die calorische Maschine, Mannheim
- Die Gesetze des Lokomotiv-Baues, Mannheim 1855
- Das Dynamiden-System, Mannheim 1857
- Der Maschinbau, Mannheim 1862